# Віртуальне світло
Віртуальне світло (англ. Virtual Light) — науково-фантастичний роман Вільяма Гібсона, написаний у 1993 році, перша частина з «Трилогії моста», що описує антиутопічне майбутнє світу після науково-технічного прогресу. Роман номінувався на премії «Г'юго» (1994) та «Локус» (1994). Роман названий так через ключову технологію, навколо якої розгортаються головні дії — окулярів доповненої реальності, які називаються у романі «віртуальним світлом».

## Сюжет
Антиутопічний майбутній 2006 рік. Світову спільноту переслідують різні проблеми соціального, політичного, економічного та екологічного характеру. Багато великих країн (СРСР, Канада) розвалилися на кілька невеликих незалежних держав. У різних регіонах світу проходять військові конфлікти за перерозподіл сфер впливу. США знаходяться в занепаді, штати де-факто стають незалежними від федерального центру. Але на тлі загального занепаду науковий прогрес все одно не зупиняється. Було винайдено ліки від «чуми XX століття» СНІДу, з'явилися передові нанотехнології.
Дія роману відбувається у неблагополучному колишньому штаті Каліфорнії, нині розділеному на Північну та Південну Каліфорнію, у Сан-Франциско. Героїня роману, Шеветта Вашингтон, живе на остовах зруйнованого землетрусом моста між містом та Оклендом. Міст виявився нікому не потрібним — після землетрусу не знайшлося коштів його відновлювати, а через кілька років європейці з допомогою нанотехнологій побудували підводний тунель замість моста. Тепер же міст заселений бідняками, дрібними злочинцями та волоцюгами. Шеветта живе у старожила Скіннера, який оселився на мосту з початку самозахоплення, і працює у місті велокур'єром. Одного разу вона стає випадковим гостем вечірки, на якій краде дивні сонячні окуляри у неприємного типа.
Паралельно з цим розвивається історія Беррі Райделла, колишнього поліцейського, а тепер співробітника приватної охоронної організації. Реагуючи на виклик про захоплення заручників у будинку клієнта, Райделл перевищує повноваження та виявляється у «неправильному місці у неправильний час» — гучний скандал, який послідував за вторгненням на територію клієнта, був підлаштований якоюсь хакерською групою «Держава бажань» з метою компрометації клієнта. Райделла звільнюють з охоронців. Опинившись без засобів до існування, він береться за пропозицію свого колишнього начальника. Приватному детективу Люціусу Уорбебі потрібен помічник-водій для розслідування однієї делікатної справи — пошук якихось дуже важливих сонячних окулярів. У своїй новій посаді він зустрічає російських іммігрантів Шитова та Орловського, які працюють у поліції та займаються розслідуванням справи звірячого вбивства кур'єра, у якого були викрадені окуляри. Люціус оголошує, що вбивцею кур'єра є Шеветта.
Сліди приводять детективів на міст. Зустрівшись з Шеветтою, Райделл розуміє, що його обманювали. З'являється нова сила — професійний мисливець за головами Лавлесс, який також вистежує місцезнадження окулярів. У вирішальний момент Райделл приймає рішення об'єднатися з Шеветтою, щоб розібратися, чому усім важливі ці окуляри. З'ясовується, що окуляри є окулярами «віртуального світла», у яких знаходиться інформація по перепроектуванню зруйнованого Сан-Франциско.
Лавлесс захоплює втікачів та змушує звернути в покинутий торговий центр на шляху до Лос-Анджелесу. Шеветта непомітно підсипає йому у напій наркотик, і він розповідає решту плану. Він повинен був опікати кур'єра з окулярами. Однак вони були викрадені, і Лавлессу наказали усунути кур'єра. Справжніми власниками окулярів виявилися багаті колумбійські інвестори, колишні власники наркокартелів, які переключилися на більш легальні сховища даних та експертні системи. На них же працюють і російські поліцейські, і Люціус Уорбебі. Згідно із задумом інвесторів, Сан-Франциско повинен бути повністю перебудований. Оскільки ціни на землі міста низькі внаслідок непривабливості, невідомі інвестори планують скупити їх за безцінь, а потім після забудови отримати величезний дохід від здачі в оренду. Проект «Санфлауер» настільки таємний, що впливова група готова усунути усіх випадкових свідків, яким відомо про плани майбутньої забудови.
Шеветті та Райделлу вдається втекти від схільного до наркотиків Лавлесса. Райделл зважується звернутися до «Держави бажань». Члени «Держави» не зацікавлені у перебудові міста та погоджуються допомогти. Райделл домовляється з Уорбебі та російськими поліцейськими на зустріч, на якій усіх заарештовують сили поліцейського спецназу. Шеветта та Райделл благополучно виплутуються завдяки зв'язкам на телебаченні. Проект «Санфлауер», після широкого розголосу, стає нереалізованим.